# Diego Fuchs
Diego Fuchs (1. května 1876, Hořice – 7. listopadu 1941, Terezín) byl československý podnikatel židovského původu, zakladatel českého průmyslu hudebních nosičů.

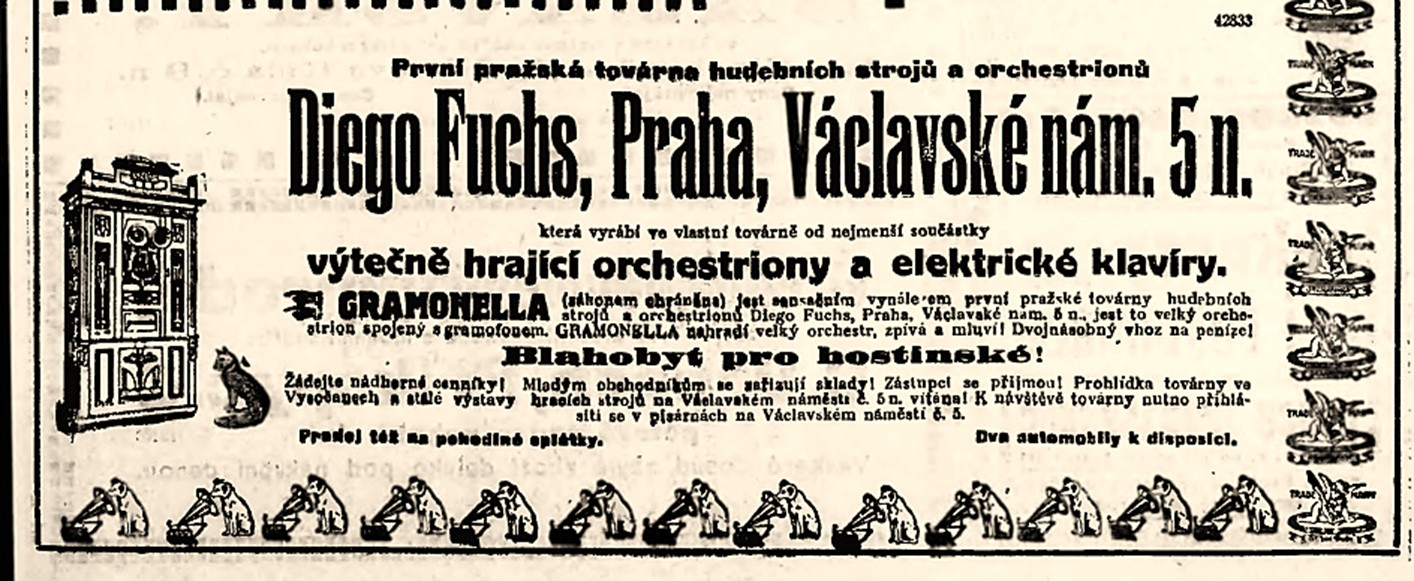
Diego Fuchs, inzerát v deníku Národní politika, Praha 1909

## Život
Narodil se v rodině hořického podnikatele Alberta Abrahama Fuchse a jeho manželky Eleonory, rozené Kohnové. Měl čtyři bratry a dvě sestry.
Asi roku 1902 se přestěhoval do Prahy. Roku 1903 se oženil se Stefanií/Štěpánkou Egererovou z Prahy (1881–941 Terezín), s níž měl tři děti, Josefa (1904–1941 Terezín), Otakara Vojtěcha (1914–1942 Mauthausen) a Elišku/Alžbětu, provdanou Klepetářovou (1907 – po roce 1950).
Po roce 1918 se Diego Fuchs zapojil do českožidovského hnutí, v roce 1928 stál v čele pražské pobočky.

## Kariéra
Diego Fuchs zprvu podnikal jako obchodní cestující v rodném kraji, prodával fonografy, fonoválečky, hrací strojky a orchestriony, gramofony a gramofonové desky Polyphon. Roku 1902 si podle novinové inzerce otevřel první obchod s tímto sortimentem v Praze na Václavském náměstí 13. Stal se generálním zástupcem britské firmy The Gramophone Company pro české země, ta byla mateřskou společností německé firmy Deutsche Grammophon. Její obchodní značku His Master's voice, obrázek psa Nippera, poslouchajícího z trouby gramofonu hlas svého pána, nahradil liškou (německy Fuchs), kterou vydával za svou vlastní značku, ale ve sporu o její původnost neuspěl.
Od roku 1905 měl v Praze také vlastní závod Praecisonocord ve Vysočanech a obchod v domě čp. 841/II na Václavském náměstí 5, (později opět v č. 13) a v letech 1910–1913 v Bredovské ulici čp. 736/II. Jeho orchestriony tehdy nesly obchodní značku Gramonella. Inzeroval, že je fabrikant, první výrobce orchestrionů a elektrických klavírů.
Za první republiky vydával také gramofonové desky s českou populární hudbou.